# Radrennbahn Leipzig Messehalle II

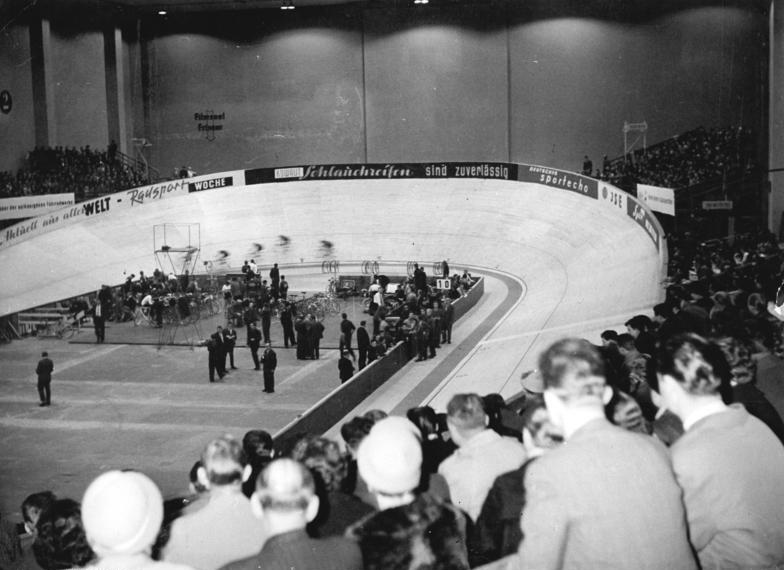
Leipziger Winterbahn 1960

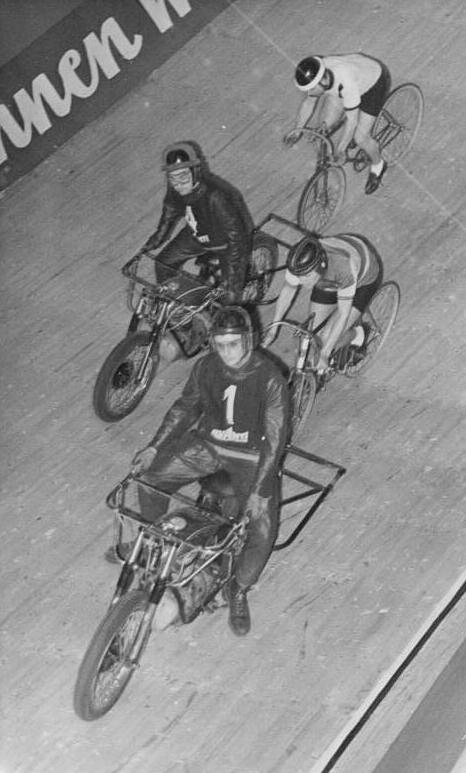
Steherpremiere 1961

Die Radrennbahn Leipzig Messehalle II war eine 1960 erbaute Winterbahn für den Bahnradsport. Sie wurde in der gleichnamigen damaligen Messehalle II auf dem Gelände der Leipziger Messe errichtet und bestand bis 1962.

## Geschichte
Nach der Winterbahn im Achilleion, auf der von 1927 bis 1930 Sechstagerennen ausgetragen wurden, war die Radrennbahn Leipzig Messehalle II historisch die zweite Hallenbahn in Leipzig.
Auf Initiative des Deutschen Radsport-Verbandes der DDR wurde auf dem damaligen Gelände der Muster-Messe durch die Sportführung der DDR neben der Winterbahn in der Werner-Seelenbinder-Halle von Berlin eine zweite Winterbahn geplant und mit Unterstützung des Magistrats der Stadt Leipzig gebaut. Die Radrennfahrer der DDR sollten neben der Bahn in Berlin, die zumeist von Dezember bis Anfang März befahren wurde, eine weitere Trainings- und Wettkampfstätte erhalten. Schwerpunktmäßig sollten dort die Sportler aus den südlichen Bezirken der DDR nach der Sommersaison trainieren können. Auch sollte der Nachwuchs dort mit gezielten Bahnlehrgängen geschult werden. Diese Trainingsmöglichkeiten nahmen auch ausländische Mannschaften wie die „Coppi-Schule“ des italienischen Trainers Guido Costa wahr. Sein Nachwuchsteam mit dem späteren Olympiasieger Giovanni Pettenella war 1960 auf der Bahn zu einem Trainingslehrgang und Wettkämpfen zu Gast.
Das Projekt zum Bau der Radrennbahn wurde der Leipziger Diplomingenieurin Günter übertragen, die die Planung realisierte. Die Holzbahn war 166,67 Meter lang, hatte eine Kurvenüberhöhung von 42 Grad und war so optimal an die Gebäudegegebenheiten der Messehalle II angepasst. Zuschauerränge gab es nur an den Geraden. Auch der Innenraum war für Zuschauer geöffnet. Insgesamt fanden rund 1.500 Besucher Platz.
Nachdem die Bahn im Oktober und November 1960 eingebaut wurde, fand die Einweihung mit dem ersten Renntag am 16. November statt. Die erste Saison lief dann bis zum 26. Dezember 1960. Da der Bahneinbau sich verzögert hatte, blieb Vieles wie Beleuchtung, Gastronomie, Umkleiden zunächst ein Provisorium. Die Radrennfahrer hatten nur wenige Tage Zeit zur Eingewöhnung. Dies führte zu einer ungewöhnlich hohen Anzahl an Stürzen während der ersten beiden Renntage.
Nach dem letzten Renntag 1962 wurde die Bahn im Glockenturm an der Festwiese eingelagert und war später nicht mehr brauchbar. Hohe Material- und Organisationskosten spielten bei der Entscheidung, die Bahn nicht mehr zu nutzen, ebenso eine Rolle wie die Priorisierung der Winterbahn in Berlin durch den Radsportverband.

## Wettkämpfe
Das erste Rennen am 17. November 1960 – ein Zweier-Mannschaftsfahren über eine Stunde – gewannen Hans-Jürgen Klunker und Rolf Sander. Klunker wurde in Leipzig Publikumsliebling. In der ersten Saison starteten altersklassenübergreifend mehr als 300 Radrennfahrer in Disziplinen wie Sprint, Steherrennen, Zweier-Mannschaftsfahren, Punktefahren und andere. Erfolgreichster Fahrer wurde Bernd Barleben mit fünf Siegen. Insgesamt wurden 86 einzelne Rennen veranstaltet. Erste ausländische Starter waren unter anderem Giovanni Pettenella, Zbysław Zając, Jerzy Bek, Arie de Graaf und der Brite Mike Armstrong. Bei den Steherrennen konnte Bert Romijn mehrfach gewinnen. Das Hauptrennen der Bahnsprinter, die 9 Trümpfe gewann Giovanni Pettenella, der zu diesem Zeitpunkt noch Junior war.
In der zweiten Saison siegte  Klunker am 3. Dezember 1961 in den 9 Trümpfen, einem Turnier für Bahnsprinter. Das Rennen über 1001 Runde für Zweier-Mannschaften am 16. Dezember endete mit dem Überraschungserfolg von Barthel und Langner. Von den Fahrern aus Italien, der Tschechoslowakei, Frankreich, Österreich, Großbritannien, den Niederlanden und Belgien hatten Jacob Oudkerk, Arie de Graaf und Jan Novak Siege errungen, als die Winterbahnsaison am 17. Dezember beendet wurde. Erfolgreichster Fahrer bei den elf Abendveranstaltungen und drei Jugendrenntagen waren Hans-Jürgen Klunker und Jürgen Burek mit je vier Siegen.
Auch 1962 fanden wieder elf Abendveranstaltungen und drei Jugendrenntage statt. Fahrer aus Österreich, der Tschechoslowakei, Polen und den Niederlanden waren am Start. Das letzte Rennen der Saison – ein Zweier-Mannschaftsfahren über sechs Stunden – gewannen Cees Lute und Piet van der Lans. Es war das letzte Rennen in der Historie der Leipziger Winterbahn.

## Anmerkung
Die Bahn wurde gelegentlich auch als Radrennbahn Messehalle 2 bezeichnet. Zeitgenössische Quellen verwenden die Schreibweise Messehalle II.